# Diplochorda minor
Diplochorda minor är en tvåvingeart som beskrevs av Malloch 1939. Diplochorda minor ingår i släktet Diplochorda och familjen borrflugor. Inga underarter finns listade i Catalogue of Life.